# Бабаева, Етар Шабан кызы
Етар Шабан кызы Бабаева (азерб. Yetər Şaban qızı Babayeva; 1926, Ититала — 2001, Ититала, Балакенский район) — советский азербайджанский табаковод, Герой Социалистического Труда (1949).

## Биография
Родилась в 1926 году в селе Ититала Закатальского уезда Азербайджанской ССР (ныне Белоканский район).
С 1942 года колхозница, звеньевая колхоза имени М. Ф. Ахундова (бывший «Социализм») Белоканского района. В 1948 году получила урожай табака «Трапезонд» 25,2 центнеров с гектара на площади 3 гектара.
Указом Президиума Верховного Совета СССР от 1 июля 1949 года за получение в 1948 году высоких урожаев табака Бабаевой Етар Шабан кызы присвоено звание Героя Социалистического Труда с вручением ордена Ленина и золотой медали «Серп и Молот».
Активно участвовала в общественной жизни Азербайджана. Член КПСС с 1950 года.
Скончалась в 2001 году в родном селе.